# Marek Solarczyk
Marek Solarczyk (n. Wołomin, Polonia, 13 de abril de 1967) es un clérigo católico polaco, doctor en ciencias teológicas, obispo auxiliar de Varsovia-Praga entre 2011 y 2021 y obispo diocesano de Radom desde 2021.

## Biografía

### Primeros años y formación académica
Nació el 13 de abril de 1967 en Wołomin. Entre 1981 y 1986 estudió en la Escuela Técnica del Automóvil Czesław Orłowski, ubicada en Varsovia, donde se graduó con un diploma de educación secundaria y el título de técnico mecánico con especialización en vehículos de motor.
Entre 1986 y 1992 estudió en el Seminario Superior Metropolitano de Varsovia. Al finalizar sus estudios, debido a la reorganización de la división administrativa de la Iglesia católica en Polonia, fue incardinado a la diócesis de Varsovia-Praga. Obtuvo su maestría en la Pontificia Facultad de Teología de Varsovia. Fue ordenado presbítero el 28 de mayo de 1992 en la Catedral de San Miguel Arcángel y San Florián Mártir por el obispo de Varsovia-Praga, Kazimierz Romaniuk. En 1999 obtuvo un doctorado en Teología en el campo de historia de la Iglesia en la Pontificia Facultad de Teología de Varsovia.

### Presbiterado
Entre 1992 y 1993 trabajó como vicario en la parroquia San Félix de Cantalicio en Varsovia, y entre 1993 y 2003 en la parroquia catedralicia de San Miguel Arcángel y San Florián Mártir en Varsovia. Durante los dos años siguientes residió en esta parroquia y en 2009 fue nombrado párroco. De 1993 a 2021 fue catequista en el liceo y gimnasio Rey Władysław IV en Varsovia.
Entre 1993 y 1996 fue el portavoz de prensa de la curia del obispo y corresponsal de la Agencia de Información Católica. En 1996 fue nombrado maestro de ceremonias de la catedral y durante el primer sínodo diocesano fue presidente de la comisión litúrgica. En 2007 se convirtió en vicepresidente de la Comisión Histórica de la Metrópolis de Varsovia para examinar los recursos de archivo sobre sacerdotes del Instituto de la Memoria Nacional. Fue miembro del Comité de Arte y Construcción de Iglesias, del Comité de Estudio y el Equipo Pastoral General, del cual se convirtió en presidente, y se le encomendó la organización de los Archivos Diocesanos de Registros Antiguos. En 2006 fue nombrado canónigo honorario del Capítulo de la Catedral de Varsovia-Praga.
Se convirtió en profesor de historia de la Iglesia en el Seminario Mayor de la Diócesis de Varsovia-Praga y en el Instituto de Vida Interna del Primado. Entre 2005 y 2009 fue vicerrector del Seminario Mayor de la Diócesis de Varsovia-Praga. En el campo de la docencia y la investigación colaboró, entre otros, con la Universidad de Humanidades de Pułtusk, la Facultad de Periodismo y Ciencias Políticas y el Centro de Estudios Orientales de la Universidad de Varsovia, así como los Archivos de la ciudad capital de Varsovia y la Comisión de Investigación de Crímenes contra la Nación Polaca. En 1999 se convirtió en miembro de la Sociedad Teológica de Varsovia.

### Obispado
El 8 de octubre de 2011, el papa Benedicto XVI lo nombró obispo auxiliar de la diócesis Varsovia-Praga y obispo titular de Hólar. Fue ordenado el 19 de noviembre de 2011 en la Catedral de San Miguel Arcángel y San Florián Mártir en Varsovia. La consagración fue realizada por el arzobispo Henryk Hoser, obispo de Varsovia-Praga, asistido por sus predecesores: Sławoj Leszek Głódź, arzobispo metropolitano de Gdańsk, y Kazimierz Romaniuk, obispo principal de Varsovia-Praga. Adoptó como lema episcopal las palabras «Omnia possibilia credenti» (Todo es posible para quien cree). Ese año fue nombrado vicario general de la diócesis.
El 4 de enero de 2021, el papa Francisco lo nombró obispo de la diócesis de Radom. El 8 de enero de 2021 asumió canónicamente la diócesis y el 27 de enero de 2021 hizo una entrada en la Catedral de la Protección de la Santísima Virgen María en Radom.

### Otras actividades
Como parte de la Conferencia Episcopal Polaca, en 2012 fue delegado vocacional; en 2014, delegado para las actividades en Polonia de la Ayuda a la Iglesia Necesitada y en 2016, delegado para la Asociación de la Juventud Católica y presidente del Consejo de Pastoral Juvenil.
Entre 2013 y 2016 fue asistente de Acción Católica en Polonia. Además fue miembro del equipo de diálogo con la Comunidad de la Iglesia Luterana-Augsburgo, del equipo de contacto con el Consejo Ecuménico Polaco, del Consejo Nacional de Pastoral Vocacional, del Comité del Clero, del Comité de Educación Católica y de la Comisión Pastoral. También fue presidente del consejo de supervisión de la Fundación Opoka y en 2018 participó en la sesión del sínodo de los obispos sobre la juventud.

## Condecoraciones
En 2014 recibió la Medalla de la Comisión Nacional de Educación.